# Acetil-coenzima A acetiltransferasa
La acetil-coenzima A acetiltransferasa (o tiolasa EC 2.3.1.9) es una enzima que cataliza la conversión de dos unidades de acetil-CoA en acetoacetil-CoA: 
Esta enzima es relevante en la ruta del mevalonato, una ruta metabólica importante, presente en todos los eucariotas superiores y muchas bacterias, que se esquematiza en el siguiente diagrama.

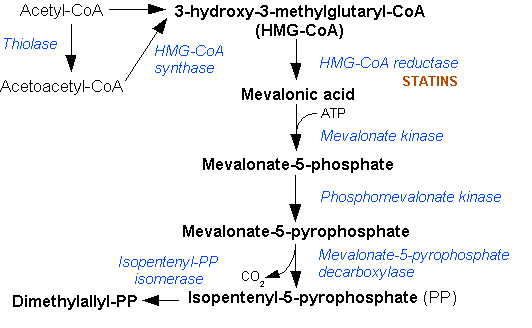
Ruta del mevalonato.

La familia de enzimas tiolasas catalizan la formación del enlace carbono-carbono a través de una condensación de Claisen dependiente de tioester.

## Genética humana
El enzima está presente en dos formas en el organismo humano, denominadas respectivamente ACAT1 y ACAT2. ACAT1 está codificada por un gen localizado en el cromosoma 11. ACAT2 está codificada por un gen localizado en el cromosoma 6.